# ليستر إليس
ليستر إليس (بالإنجليزية: Lester Ellis)‏ مواليد 15 مارس 1965 في بلاكبول، لانكشر، إنجلترا، هو ملاكم أسترالي يصنف ضمن فئة وزن خفيف الوسط. حقق بطولة الاتحاد الدولي للملاكمة.

## إحصائيات
خاض خلال مسيرته 49 نزالا، فاز في 41 وخسر في 8. فاز بالضربة القاضية في 28 نزالا.

## روابط خارجية
- ليستر إليس على موقع بوكس ريك (الإنجليزية) (registration required)